# Anseküla församling
Anseküla församling (estniska: Anseküla kogudus) är en församling som tillhör Saarte kontrakt inom den Estniska evangelisk-lutherska kyrkan. Församlingen omfattar Salme kommun samt byarna Keskranna och Mändjala i Lääne-Saare kommun på ön Ösel.

## Större orter
- Salme (småköping)